# Rezolucija Vijeća sigurnosti UN-a 816
Rezolucijom Vijeća sigurnosti UN-a 816, usvojenom 31. ožujka 1993., nakon ponovnog potvrđivanja rezolucija 781 (1992.), 786 (1992.) u vezi sa zabranom vojnih letova iznad Bosne i Hercegovine i priznavanja trenutne situacije u regiji, Vijeće, djelujući prema Poglavlju VII Povelje Ujedinjenih naroda, proširio je zabranu na letove svih zrakoplova s fiksnim krilima i rotirajućih zrakoplova iznad zemlje, te da poduzmu sve potrebne mjere kako bi osigurali poštivanje zabrane.
Vijeće je dalje primijetilo da se ova zabrana ne odnosi na letove namijenjene Zaštitnim snagama Ujedinjenih naroda (UNPROFOR) ili iz humanitarnih razloga. Također je zatražio od UNPROFOR-a da nastavi nadzirati poštivanje zabrane letova iznad Bosne i Hercegovine, pozivajući sve strane da surađuju s UNPROFOR-om u procesu praćenja.
Obraćajući se državama članicama, Vijeće je ovlastilo da nakon sedam dana od usvajanja Rezolucije 816, sve osiguraju poštivanje ove Rezolucije. Također je pozvao države članice da surađuju s UNPROFOR-om u mjerama koje su poduzele za provedbu trenutne rezolucije i pravila angažiranja, te u slučaju da supredsjedatelji Upravnog odbora Međunarodne konferencije o bivšoj Jugoslaviji obavijeste Vijeće da su sve bosanske stranke prihvatile njihove prijedloge o nagodbi, mjere navedene u ovoj rezoluciji bit će obuhvaćene mjerama za provedbu te nagodbe.
Rezolucija je zaključena traženjem od glavnog tajnika Butrosa Butros-Galija da izvijesti Vijeće o radnjama koje su zemlje članice poduzele za provedbu trenutne rezolucije.
Rezolucija 816 usvojena je s 14 glasova za i nijednim protiv, uz jedan suzdržan glas Kine, zbog njezinih rezervi prema odobrenju uporabe sile.
Na temelju Rezolucije 816, NATO je započeo operaciju Deny Flight 12. travnja 1993. kako bi nametnuo zonu zabrane leta.

## Vanjske poveznice
| Wikizvor | Engleski Wikizvor ima izvorni tekst na temu: United Nations Security Council Resolution 816 |

- Text of the Resolution at undocs.org